# Unione del Focolare Rumeno
L'Unione del Focolare Rumeno (rumeno: Uniunea Vatra Românească) è un'organizzazione non governativa nazionalista rumena, fondata dopo la rivoluzione romena del 1989, il 7 febbraio 1990 a Târgu Mureș, in Transilvania, Romania.
Viste le numerose relazioni tra i militanti dell'organizzazione ed ex agenti dei servizi segreti della Romania comunista, esistono pareri discordanti sul fatto che l'organizzazione sia nata su iniziativa di ex ufficiali della Securitate, la polizia politica del dittatore Nicolae Ceaușescu.
Ideologicamente l'Unione è considerata un gruppo quasi-fascista, nazionalista radicale, xenofobo, anti-ungherese e antisemita.
In qualità di gruppo nazionalista rumeno di maggior rilevanza nella città di Târgu Mureș, fu considerato uno dei maggiori responsabili del conflitto interetnico di Târgu Mureș del marzo 1990, che portò a scontri tra la comunità rumena e quella ungherese con disordini sul piano dell'ordine pubblico. In particolare, l'Unione considerò gli ungheresi una piaga per i rumeni invasi nella loro stessa patria.
Data la coincidenza sul piano ideologico, il suo braccio politico fu considerato il Partito di Unità Nazionale dei Romeni di Transilvania (PUNRT), poi denominato Partito dell'Unità Nazionale Romena (rumeno: Partidul Unității Naționale Române - PUNR) e confluito nel 2006 nel Partito Conservatore di Dan Voiculescu.